# Bright Eyes
Bright Eyes (Брайт айз, укр. Ясні очі) — американський інді-рок гурт, заснований у місті Омаха (штат Небраска) автором-виконавцем та гітаристом Конором Оберстом, мультиінструменталістом та продюсером Майком Моґісом і аранжувальником, композитором, трубачем та піаністом Нейтом Волкоттом.
У період з 1998 по 2011 роки колектив записав 9 студійних альбомів на лейблі Saddle Creek Records, власниками якого є брат Конора Оберста Джастін та учасник гурту Майк Моґіс. У 2011 році Bright Eyes оголосили про творчу паузу, а у 2020 підписали контракт з лейблом Dead Oceans та оголосили вихід довгоочікуваного нового альбому.

## Учасники
- Конор Оберст — вокал, гітара, клавішні, бас
- Майк Моґіс — банджо, мандоліна, педальна слайд-гітара, гітара
- Нейт Волкотт — фортепіано, орган, труба, акордеон

## Дискографія
- A Collection of Songs Written and Recorded 1995—1997 (1998)
- Letting Off the Happiness (1998)
- Fevers and Mirrors (2000)
- Lifted or The Story Is in the Soil, Keep Your Ear to the Ground (2002)
- A Christmas Album (2002)
- I'm Wide Awake, It's Morning (2005)
- Digital Ash in a Digital Urn (2005)
- Cassadaga (2007)
- The People's Key (2011)
- Down in the Weeds, Where the World Once Was (2020)
- Five Dice, All Threes (2024)